# 天理鉄道
天理鉄道（てんりてつどう）は、満州国浜江省哈爾浜市（現在の中華人民共和国黒竜江省ハルビン市）の満州国鉄三棵樹駅から、同省阿城県第三区天理村（現在の同省ハルビン市道外区民主郷天里屯）の天理村駅までを結ぶ私鉄路線を運営していた鉄道事業者、またはその路線。通称「天理村鉄道」で、時刻表などではこちらが使用された。
日本の近鉄天理線の前身となった「天理軽便鉄道」と名称が酷似しているが、両社は無関係である。

## 概要
当線の線形については不明点が多いが、三棵樹駅の東から出た後駅の北側を通る国道上を併用軌道で走り、4.2km地点から専用軌道となった後、南西側から天理村の西の集落・西生琉里（にしふるさと）を経て終点の天理村駅まで連絡していたことが判明している。
終点の天理村駅は天理村の中心地であったが、村全体が城壁都市のような造りの上に、その中に整然と住居を造りつけてあったため、駅は村の外側の平原に建設された。現存する写真によるとホームも低く土盛りをしただけのごく簡単な構造であり、ホーム上に「天理村」と書かれた駅名標2本と電柱が1本立っている簡素なものであった。ただし有効長と幅は大きめに設計されている。

### 路線データ
- 営業区間：三棵樹-天理村
- 路線距離（営業キロ）：15.4km
- 軌間：762mm
- 駅数：6駅（起終点駅含む）
- 複線区間：なし（全線単線）
- 電化区間：なし（ガソリン動力）

既述の通り営業キロ15.4kmのうち4.2kmは併用軌道となっている。日本では軽便鉄道の標準軌間である762mmを採用しているが、1000mm軌間のいわゆる「メーターゲージ」が多い中国では珍しい軌間となっている。

## 歴史

### 満州天理村の出現
天理鉄道の連絡していた「天理村」は天理教信徒が入植した開拓地であった。元は清代の1806年に地元民による入植が行われ「永発屯」「福昌号」と称していたが、天理教の開拓団により新たに「天理村」が形成された。
中国での天理教信徒の活動は1905年頃から記録が見られるが、それから四半世紀ほどの間は宗教の布教活動という範囲に留まっていた。当時の天理教は地位が極めて不安定であり、神道事務局の傘下で神道の一派として扱われ、弾圧を何度も加えられていた。1908年に神道事務局から独立した後も散発的に弾圧が行われるなどしており、天理教全体が政府に強い反発を持っていた。
このことから国策である中国大陸進出にも批判的立場であったが、1931年頃に北海道・東北地方が大凶作となり、満州への開拓民入植が有効な経済政策と認識されるに至り、天理教内部からも満州への集団移住を行うべきとの意見が出されるようになった。また内務省からも天理教で国家的事業を行うことを提案されていたこともあり満州入植計画が具体化していった。
天理教の一機関である「天理教青年会」は1932年に入植地選定と購入を目的に役員を現地派遣、秋に哈爾浜市の郊外、松花江の支流・阿什河右岸地区を入植地と定めた。しかしこの地方は匪賊の活動が活発であり、独自の土地購入には危険が伴うとして、関東軍の依頼を受け土地買収を行っていた東亜勧業に依頼し、それらと共に買収作業を行うこととなった。
1934年1月16日、関東軍より開拓民の移民許可を受けた教団は、青年会員の中から信仰の篤い者を選び、移民団の結成を開始した。現地では5月26日に集落の起工式を行い、途中河川氾濫や匪賊の襲撃被害により工事が遅延しながらも完成、9月7日には上棟式を行った。「生琉里」（ふるさと）と命名された中央集落は中心部に教会を設置、その周りに村事務所・学校・診療所などの共用設備、さらにその左右に住居地を配置し小規模な城壁都市を形成していた。
ここに11月9日から入植が開始、翌1935年には入植者の増加によりもう一つ西側に「西生琉里」（にしふるさと）という集落を造成し、双方を合わせて「天理村」と称するようになった。
宗教団体による開拓村という特殊な性格に加え、当時の大消費地であった哈爾浜市近郊であり農産品の販売が好調であり順調に開拓が進められた。更に新規入植者に対しては希望に応じて1年後の出世払いでの融資を行うなど特異な制度は新聞でもたびたび取り上げられている。

### 天理村軽便鉄道の開通
そんな天理村の大きな問題点が交通であった。哈爾浜市からの距離は約16kmと近距離であり、トラックによる輸送は他の開拓村に比べるとはるかに恵まれていた。
しかし哈爾浜市と連絡する国道は未舗装であったため、春季になると雪解け水により周囲の河川が氾濫、道路が水没することがしばしば発生していた。また匪賊の活動拠点であったため、その襲撃被害も少なからず発生している。
これらの問題を解決するため当初は新規道路の建設も提案されたが、最終的に軽便鉄道建設を行うことを決定、天理村村役場である「天理村事務所」が中心となり建設準備が推進された。そして1935年10月15日、満州国の私設鉄道法に依拠し、当時の村長・橋本正治を事業主とした三棵樹-天理村間の軽便鉄道「天理村軽便鉄道」敷設の特許を交通部に申請した。
建設に関しては関係資材を陸軍特務機関の協力を得て自己調達している。そのうち線路は経営難から満州国政府が補償買収し、廃止予定の斉昂軽便鉄路が使用している9kgレール・15kgレール（16kgレールとも）を満州国政府から譲渡されることとなっていた。
1936年6月26日、生琉里西門外の起工式により着工され、9月9日に交通部より特許が下りている。しかし工事を受注した業者が建設放棄を行うなどの問題も発生し、また資金難のために一時村から切り離して「哈爾浜産業鉄道股份有限公司」という会社を設立し、予定線より延長し賓県までの鉄道として再検討すべきとの異論も出され工事は難航、そのため西生琉里集落まで延伸した段階で工事を中断、1937年8月20日に三棵樹-西天理村間を先行開業させている。しかし開業に際して交通部への届出が行われず無断開業となっている。
交通部への届出を行い正式に営業認可が下りたのは同年12月14日であり、これと同時に西天理村-天理村間を開業させ、全線が開業した。

### 株式会社化
ところが開業直後、工期が延期されたことや、村の負債蓄積により村営での営業が困難となり、建設段階で提案された村と鉄道を分離させる案が再度提案された。今回は村側も経営分離を承認、天理村軽便鉄道は民営化されることになった。
当初は社名を「天理村鉄道股份有限公司」として会社設立が計画されたが、1938年1月の創立総会において、社名を「哈爾浜産業鉄道株式会社」とする株式会社として組織されることが決定、同年2月16日に会社設立の上鉄道を譲渡、天理村軽便鉄道は「哈爾浜産業鉄道」と改称され、1940年12月24日にはさらに「天理鉄道」と改称されている。
この間の鉄道営業の詳細は不明な点が多いが、ガソリン機関車が穀物袋を満載した無蓋車を多数連結して牽引する写真が残されている。また天理村では生産農産物品目が多く、また上述したように哈爾浜近郊という立地条件もありその営業は好調に推移したものと考えられている。
1942年4月1日から天理鉄道の経営は前年に設立された「天理村開拓協同組合」に委託され、そのまま終戦に至っている。

### 終戦後
終戦前後の営業形態に関しては戦後運行停止となっていること以外に終戦の混乱のために不明の点が非常に多い。
8月15日に日本がポツダム宣言を受諾すると、村を警備していた陸軍特務機関の兵士が退去し、村の治安維持機構が消滅。終戦の旨が満州に伝わり8月18日に満州国皇帝・愛新覚羅溥儀が退位して満州国が崩壊する頃には、匪賊の被害にたびたび遭うようになり、天理村の治安はかなり混乱したものとなった。
さらに8月27日になるとソ連軍が村に進駐し村人の一部を連行した。更に匪賊の襲撃もあり鉄道の運行が行える状態ではなく、少なくともこの時期までには運行を停止していたと考えられる。
旧天理村民はその後もソ連軍・匪賊のみならず中国共産党軍にまで攻撃される中、1946年9月13日に日本へ引揚げが開始された。しかし中国残留日本人、いわゆる「残留孤児」が発生し問題となっている。 
旧天理村はそのまま接収され、現在も当時の区画のまま、村名も「天里屯」としてハルビン市道外区に属する行政区画として現存している。

### 年表
- 1934年（康徳元年）9月7日 - 満州天理村生琉里集落完成。
- 1934年（康徳元年）11月 - 天理教青年団による移民開始。
- 1935年（康徳2年）9月11日 - 満州天理村西生琉里集落完成。
- 1935年（康徳2年）10月15日 - 天理村事務所、「天理村軽便鉄道」として三棵樹-天理村間の鉄道敷設の特許を交通部に届出。
- 1936年（康徳3年）6月26日 - 生琉里西門外において起工式執行、工事開始。
- 1936年（康徳3年）9月9日 - 鉄道敷設特許。
- 1937年（康徳4年）8月20日 - 三棵樹-西天理村間開業。ただし届出なしの無断開業。
- 1937年（康徳4年）12月14日 - 営業認可。同時に西天理村-天理村間開業。
- 1938年（康徳5年）1月 - 村財政緊迫のため民営化決定。商号を「哈爾浜産業鉄道株式会社」とすることを決定。
- 1938年（康徳5年）2月16日 - 新会社に鉄道譲渡、「哈爾浜産業鉄道」となる。
- 1940年（康徳7年）12月24日 - 「天理鉄道」と改称。
- 1942年（康徳9年）4月1日 - 天理村開拓協同組合に経営委託。
- 1945年（康徳12年）8月9日 - ソビエト連邦軍、満州に侵攻開始。
- 1945年（康徳12年）8月15日 - 日本がポツダム宣言を受諾。この後、村を警護していた陸軍の特務機関の兵士が退去。匪賊の被害続出。
- 1945年（康徳12年）8月18日 - 満州国皇帝・愛新覚羅溥儀退位。満州国崩壊。
- 1945年8月27日 - 村にソビエト連邦軍が侵攻、村人の一部を連行。匪賊の襲撃も発生。少なくともこの時点までに運行停止。

## 駅一覧
三棵樹-阿什河-大和店-偏瞼子-西天理村-天理村
併用軌道と専用軌道の境目は、三棵樹-阿什河間の営業距離が4.8kmであることから阿什河駅の手前であったと思われる。つまり併用軌道区間に駅は存在せず全て専用軌道区間に存在していたことになる。

## 接続路線
- 三棵樹：満州国有鉄道浜江線・浜北線・拉浜線

## ダイヤ
小さな鉄道であったが、内地の時刻表にもしっかりと時刻が掲載されている。ただし、運賃についてはいずれも記載しておらず一切不明である。
1940年8月当時のダイヤでは、全て三等車のみで、3往復の定期列車と2往復の臨時列車が設定されていた。臨時列車は快速運転を行っており、阿什河・大和店、もしくは大和店を通過していた。始発は三棵樹発が10時20分・天理村発が臨時列車ありの場合8時30分、なしの場合9時、終発は三棵樹発が17時・天理村発が15時20分と、朝早く夕方早く上がるダイヤであった。所要時間は早い場合は1時間、遅い場合は1時間20分であった。
1942年10月当時のダイヤでは、一気に列車が減って1往復のみになっている。三棵樹発6時→天理村着7時20分、天理村発7時30分→三棵樹着8時50分と、朝のみの運行であった。

## 車両
当鉄道の車両については不明の点が多いが、以下の機関車が在籍していたことだけは確認されている。なお、車号は全て不明である。
- 2-B機械式ガソリン機関車（1両）
書類上は1937年12月28日付で購入認可された車輛であるが、実際には三棵樹-西天理村間が開業した際に使用されていた車輛である。元は鉄道車輛ではなく、インターナショナル・ハーベスター社という会社のトラクターを改造したものである。車体はL形、先台車は2軸ボギー、駆動装置はチェーン式であった。
- B機械式ガソリン機関車（1両）
開通後増備された車輛で、詳細不明であるが1937年頃の製造とみられている。日本の加藤製作所製で、貿易会社を経由して輸入したものであった。

## 参考資料
- 市原善積編『南満洲鉄道 鉄道の発展と機関車』（誠文堂新光社刊、1972年）
- 今尾恵介・原武史監修『日本鉄道旅行地図帳 歴史編成 満洲樺太』（新潮社刊、2009年）[信頼性要検証]
- 日本鉄道旅行地図帳編集部編『満洲朝鮮復刻時刻表』（新潮社刊、2009年）
- 新人物往来社編『復刻版戦中戦後時刻表』（新人物往来社刊、1999年）
- 新京商工公会編『満洲国法人名録 康徳7年度版』（新京商工公会刊、1941年）
- 大連商工会議所編『満洲銀行会社年鑑 昭和17年版 下』（「満洲」進出企業年鑑第13巻・ゆまに書房刊、2008年）
- 木場明志・程舒偉編『植民地期満洲の宗教 日中両国の視点から語る』（柏書房刊、2007年）
- 山根理一編著『旧満州天理村開拓民のあゆみ』（山根理一刊、1995年）
- 上原轍三郎「満洲農業移民の一形態-天理村」（『満蒙研究資料』第24号・北海道帝国大学満蒙研究会刊、1936年6月）
- 『中外商業新報』1936年11月23日「満州国の近情 農産物工業化こそ開発への捷径 面白い天理村の成功」（中外商業新報社）
- 『東京日日新聞』1936年11月1日「満洲移民三題」（大阪毎日新聞社）
- 『満州日日新聞』1936年4月8日「一箇月に平均六円の生活費 流通券の発行と利益の均霑 天理教移民の近況」（満州日日新聞社）
- 満州国政府国務院総務庁編『満州国政府公報日訳』康徳758号（満州国政府国務院総務庁刊、1936年10月）